# Cô bé người cá Ponyo
Cô bé người cá Ponyo (tiếng Nhật: 崖の上のポニョ, がけのうえのポニョ, Gake no Ue no Ponyo, dịch nghĩa: Ponyo trên vách đá, thường gọi Ponyo) là một bộ phim anime thực hiện bởi Studio Ghibli công chiếu năm 2008, do Miyazaki Hayao làm đạo diễn và viết kịch bản. Đây là bộ phim thứ tám mà Miyazaki đảm nhiệm thực hiện cho Ghibli và là phim thứ mười của ông. Phim xoay quanh một cô bé cá vàng tên Polumisharudin muốn trở thành người, cô đã kết bạn với một cậu bé năm tuổi tên Sōsuke và được cậu đặt tên là Ponyo.
Phim đạt được nhiều giải thưởng khác nhau trong đó có giải dành cho phim hoạt hình hay nhất năm của Viện Hàn lâm Nhật Bản. Phim được công chiếu tại Nhật Bản vào ngày 19 tháng 7 năm 2008, tại Bắc Mỹ vào ngày 14 tháng 8 năm 2009 và tại Anh ngày 12 tháng 2 năm 2010. Bộ phim đứng hạng 9 về những phim có doanh thu cao nhất trong tuần đầu tiên công chiếu tại Hoa Kỳ.

## Tổng quan

### Sơ lược cốt truyện
Nàng tiên cá Ponyo trốn khỏi gia đình dưới đại dương, nàng là con gái của vua biển cả. Tình cờ khi lên tới mặt biển, Ponyo được cậu bé Sousuke nhặt được khi đang bị mắc kẹt trong một cái chai, Sousuke đem Ponyo về nuôi và cậu bé cũng biết nó là cá thần vì nó đã giúp vết thương trên tay cậu bé biến mất. Ông vua biển biết con mình đã trốn ra ngoài, lập tức tìm bắt bằng được về. Nhưng lúc liếm vào vết thương của Sousuke, Ponyo đã nuốt máu người và trở nên mạnh mẽ không ngờ, có thể biến hóa tay chân tùy ý. Lợi dụng lúc cha mình vắng mặt, Ponyo đã nhờ các em của mình giúp sức trốn thoát để tìm gặp Sousuke. Cùng lúc trở thành người thì năng lực của Ponyo cũng từ từ biến mất…

### Nhân vật
Ponyo (ポニョ)
Lồng tiếng bởi: Nara Yuria
Sōsuke (宗介)
Lồng tiếng bởi: Doi Hiroki
Risa (リサ)
Lồng tiếng bởi: Yamaguchi Tomoko
Kōichi (耕一)
Lồng tiếng bởi: Nagashima Kazushige
Fujimoto (フジモト)
Lồng tiếng bởi: Tokoro George
Guranmanmare (グランマンマーレ)
Lồng tiếng bởi: Amami Yūki
Ponyo no Sisters (ポニョのシスターズ)
Lồng tiếng bởi: Yano Akiko
Suigyo (水魚)
Lồng tiếng bởi: Tokoro George
Toki (トキ)
Lồng tiếng bởi: Yoshiyuki Kazuko
Yoshie (ヨシエ)
Lồng tiếng bởi: Naraoka Tomoko
Kayo (カヨ)
Lồng tiếng bởi: Hidari Tokie
Fujin (婦人)
Lồng tiếng bởi: Hiiragi Rumi
Announcer (アナウンサー)
Lồng tiếng bởi: Watori Shinichi
Kumiko (クミコ)
Lồng tiếng bởi: Hiraoka Eimi
Karen (カレン)
Lồng tiếng bởi: Ōhashi Nozomi

## Sản xuất
Bộ phim do Miyazaki Hayao đạo diễn và viết kịch bản, ông nói rằng ông lấy cảm hứng từ hình tượng nàng tiên cá trong một tác phẩm của Hans Christian Andersen. Việc thực hiện bộ phim này được bắt đầu năm 2006.
Miyazaki rất thích sử dụng các bản vẽ tay cho Ponyo. Ông thích tự mình vẽ cảnh biển và sóng, rồi tận hưởng cảm giác nó trở nên sống động như thế nào trên phim vì đây là phần quan trọng của bộ phim khi nó có chủ đề về biển. Kết quả là 170.000 bản vẽ tay khác nhau đã được thực hiện cho bộ phim.
Ponyo là từ tượng thanh, được sử dụng dựa theo ý tưởng của Miyazaki về tiếng động của một thứ gì đó "mềm hay ướt át" phát ra khi được chạm vào.
Bối cảnh của bộ phim là một thị trấn ven biển được lấy cảm hứng từ thị trấn Tomonoura có thật tại vườn quốc gia Setonaikai của Nhật Bản. Nơi mà Miyazaki đã ở trong năm 2005. Một số cảnh trong cốt truyện chịu ảnh hưởng từ vở opera Die Walküre của Richard Wagner. Nhân vật Sōsuke được lấy cảm hứng từ người con trai của Miyazaki là Miyazaki Gorō khi lên năm. Tên nhân vật Sōsuke được đặc theo tên của nhân vật người hùng trong tiểu thuyết Mon (門).
Tên con thuyền của cha Sōsuke là Koganeimaru, tên giống như khu vực mà Studio Ghibli đặc trụ sở là Koganei, Tokyo. Maru (丸) là phần kết thúc thường thấy của tên các con thuyền tại Nhật Bản.

## Âm nhạc
Bài hát chủ đề của phim là hát cùng tên Gake no Ue no Ponyo do Fujioka Fujimaki và Ōhashi Nozomi trình bày, bài hát này được phát hành vào ngày 05 tháng 12 năm 2007 trước khi phát hành phim. Bài hát đã đứng trong danh sách 100 của bảng xếp hạng Oricon vào ngày 14 tháng 7 sau đó thăng hạng 24 vào ngày 21 tháng 7,đến ngày 28 tháng 7 thì đứng ở hạng 6 và sau khi phim công chiếu thì bài hát đứng ở hạng 3 vào ngày 04 tháng 8. Cuối năm 2008 thì bài hát đứng ở hạng đứng ở hạng 14 trong danh sách đĩa đơn bán chạy nhất trong năm của Oricon. Album chứa các bài hát do các nhân vật trình bày đã phát hành vào ngày 05 tháng 3 năm 2008. Âm nhạc của phim do Hisaishi Joe biên soạn và album chứa các bản nhạc dùng trong phim đã phát hành vào ngày 16 tháng 7 năm 2008
| Gake no ue no Ponyo (崖の上のポニョ) | Gake no ue no Ponyo (崖の上のポニョ)                                          | Gake no ue no Ponyo (崖の上のポニョ) |
| STT                                  | Nhan đề                                                                       | Thời lượng                           |
| ------------------------------------ | ----------------------------------------------------------------------------- | ------------------------------------ |
| 1.                                   | "Gake no Ue no Ponyo (崖の上のポニョ)"                                        | 2:44                                 |
| 2.                                   | "Fujimoto no Theme (フジモトのテーマ)"                                        | 3:28                                 |
| 3.                                   | "Gake no Ue no Ponyo (Karaoke)"                                               | 2:44                                 |
| 4.                                   | "Fujimoto no Theme (Karaoke)"                                                 | 3:28                                 |
| 5.                                   | "Gake no Ue no Ponyo (Nozomi-chan Demo) (崖の上のポニョ（のぞみちゃんデモ）)" | 2:30                                 |
| Tổng thời lượng:                     | Tổng thời lượng:                                                              | 14:54                                |

| Gake no ue no Ponyo Image Album (崖の上のポニョ イメージアルバム) | Gake no ue no Ponyo Image Album (崖の上のポニョ イメージアルバム) | Gake no ue no Ponyo Image Album (崖の上のポニョ イメージアルバム) |
| STT                                                               | Nhan đề                                                           | Thời lượng                                                        |
| ----------------------------------------------------------------- | ----------------------------------------------------------------- | ----------------------------------------------------------------- |
| 1.                                                                | "Gake no Ue no Ponyo (崖の上のポニョ)"                            | 2:45                                                              |
| 2.                                                                | "Sango Tou (サンゴ塔)"                                            | 3:36                                                              |
| 3.                                                                | "Ponyo Kuru (ポニョ来る)"                                         | 3:36                                                              |
| 4.                                                                | "Umi no Okaasan (海のおかあさん)"                                 | 4:34                                                              |
| 5.                                                                | "Imouto-tachi (いもうと達)"                                       | 3:59                                                              |
| 6.                                                                | "Fujimoto no Teima (フジモトのテーマ)"                            | 3:28                                                              |
| 7.                                                                | "Hakkou Shingou (発光信号)"                                       | 4:28                                                              |
| 8.                                                                | "Ponyo no Komamori (ポニョの子守唄)"                              | 1:47                                                              |
| 9.                                                                | "Hontou no Komochi (本当の気持ち)"                                | 3:10                                                              |
| 10.                                                               | "Himawari no Ue no Rondo (ひまわりの家の輪舞曲)"                  | 4:09                                                              |
| Tổng thời lượng:                                                  | Tổng thời lượng:                                                  | 35:32                                                             |

| Gake no ue no Ponyo Soundtrack (崖の上のポニョ サウンドトラック) | Gake no ue no Ponyo Soundtrack (崖の上のポニョ サウンドトラック)         | Gake no ue no Ponyo Soundtrack (崖の上のポニョ サウンドトラック) |
| STT                                                              | Nhan đề                                                                  | Thời lượng                                                       |
| ---------------------------------------------------------------- | ------------------------------------------------------------------------ | ---------------------------------------------------------------- |
| 1.                                                               | "Shinkai Bokujyou (深海牧場)"                                            | 4:18                                                             |
| 2.                                                               | "Umi no Okasan (海のおかあさん)"                                         | 2:21                                                             |
| 3.                                                               | "Umi no Okasan (出会い)"                                                 | 0:31                                                             |
| 4.                                                               | "Ura no Machi (浦の町)"                                                  | 2:36                                                             |
| 5.                                                               | "Kumiko-chan (クミコちゃん)"                                             | 2:07                                                             |
| 6.                                                               | "Ponyo to Sosuke (ポニョと宗介)"                                         | 2:17                                                             |
| 7.                                                               | "Karappo no Baketsu (からっぽのバケツ)"                                  | 1:31                                                             |
| 8.                                                               | "Hakkou Shingou (発光信号)"                                              | 2:37                                                             |
| 9.                                                               | "Ningen ni naru! (人間になる！)"                                         | 1:30                                                             |
| 10.                                                              | "Fujimoto (フジモト)"                                                    | 1:34                                                             |
| 11.                                                              | "Imouto-tachi (いもうと達)"                                              | 1:32                                                             |
| 12.                                                              | "Ponyo no Hikou (ポニョの飛行)"                                          | 1:43                                                             |
| 13.                                                              | "Arashi no Himawari no Ie (嵐のひまわりの家)"                            | 2:20                                                             |
| 14.                                                              | "Nami no Sakana no Ponyo (波の魚のポニョ)"                               | 3:36                                                             |
| 15.                                                              | "Ponyo to Sosuke 2 (ポニョと宗介Ⅱ)"                                      | 2:01                                                             |
| 16.                                                              | "Lisa no Ie (リサの家)"                                                  | 3:20                                                             |
| 17.                                                              | "Atarashii Kazoku (新しい家族)"                                          | 1:09                                                             |
| 18.                                                              | "Ponyo no Komori-uta (ポニョの子守唄)"                                   | 1:30                                                             |
| 19.                                                              | "Risa no Ketsui (リサの決意)"                                            | 1:33                                                             |
| 20.                                                              | "Granmanmale (グランマンマーレ)"                                         | 2:14                                                             |
| 21.                                                              | "Nagareboshi no Yoru (流れ星の夜)"                                       | 2:40                                                             |
| 22.                                                              | "Pompom-sen (ポンポン船)"                                                | 1:55                                                             |
| 23.                                                              | "Dipnorhynchus no Umi e (ディプノリンクスの海へ)"                        | 1:42                                                             |
| 24.                                                              | "Sendan March (船団マーチ)"                                              | 2:26                                                             |
| 25.                                                              | "Aka-chan to Ponyo (赤ちゃんとポニョ)"                                   | 0:33                                                             |
| 26.                                                              | "Sendan March 2 (船団マーチⅡ)"                                           | 1:14                                                             |
| 27.                                                              | "Sosuke no Koukai (宗介の航海)"                                          | 2:08                                                             |
| 28.                                                              | "Sosuke no Namida (宗介のなみだ)"                                        | 1:02                                                             |
| 29.                                                              | "Suicyuu no Machi (水中の町)"                                            | 2:02                                                             |
| 30.                                                              | "Haha no Ai (母の愛)"                                                    | 0:49                                                             |
| 31.                                                              | "Tunnel (トンネル)"                                                      | 1:26                                                             |
| 32.                                                              | "Toki-san (トキさん)"                                                    | 0:48                                                             |
| 33.                                                              | "Imouto-tachi no Katsuyaku (いもうと達の活躍)"                           | 1:40                                                             |
| 34.                                                              | "Haha to Umi no Sanka (母と海の讃歌)"                                    | 2:15                                                             |
| 35.                                                              | "Finale (フィナーレ)"                                                    | 0:44                                                             |
| 36.                                                              | "Gake no ue no Ponyo) (film version) (崖の上のポニョ（映画バージョン）)" | 1:36                                                             |
| Tổng thời lượng:                                                 | Tổng thời lượng:                                                         | 1:07:29                                                          |

## Công chiếu

### Nhật Bản
Toho đã bắt đầu công chiếu bộ phim tại 481 rạp trên khắp Nhật Bản vào ngày 19 tháng 7 năm 2008 đây là một kỷ lục cho một bộ phim của Nhật Bản khi đó. Và đã thu về 10 tỷ Yên (91 triệu USD) trong tháng đầu công chiếu và tổng cộng đã thu về được 15 tỷ Yên (153,1 triệu USD) tính đến ngày 09 tháng 11 năm 2008.
Tokyo Anime Fair đã bầu bộ phim là phim hoạt hình của năm 2008 và đã thông báo việc này trên Anime News Network.

### Khác
Gake no Ue no Ponyo đã công chiếu tại Hoa Kỳ và Canada từ ngày 14 tháng 8 năm 2009, với 927 rạp chiếu phim màn ảnh rộng trên khắp Hoa Kỳ nó là bộ phim do Studio Ghibli thực hiện được trình chiếu rộng rãi nhất trên khắp Hoa Kỳ khi so sánh với các bộ phim khác có sự tham gia của Miyazaki như Sen to Chihiro no Kamikakushi chiếu tại 26 rạp, Howl no Ugoku Shiro chiếu tại 36 rạp và Mononoke Hime chiếu tại 38 rạp.

## Đón nhận
Bộ phim nhận được nhiều đánh giá tích cực. Tại với 149 bài đánh giá thì có (137 khen và 12 chê) với điểm đánh giá thấp nhất là 7,7% và điểm đánh giá cao nhất là 88%. Với sự đồng thuận là "Đây không phải là bộ phim hay nhất của Miyazaki nhưng Ponyo là một câu truyện cổ tích trực quan tuyệt vời ngọt ngào đối trẻ em và cho mọi fan của Miyazaki thuộc mọi lứa tuổi". Metacritic đã tổng kết đánh giá bộ phim lđạt 86 điểm.
Trong tuần đầu tiên công chiếu tại Hoa Kỳ và Canada nó đã thu về 3.585.852 USD. Nó đã đứng vị trí thứ 9 trong các bộ phim có doanh thu cao nhất của phim chiếu rạp. Tại Hoa Kỳ nó đã thu về 15.090.399 USD. Bộ phim đã được phát hành thành DVD và Blu-ray cũng như phiên bản DVD bán kèm hộp đồ chơi vào ngày 03 tháng 3 năm 2010.
The Japan Times đã đánh giá bộ phim là 4 trên 5 sao cùng với việc khen ngợi sự đơn giản trong chủ đề và hình ảnh thể hiện khi so sánh với bộ phim kinh điển khác của Miyazaki là Tonari no Totoro.
Các nhà phê bình tại Liên hoan phim quốc tế Venice đã đánh giá tốt về bộ phim. Wendy Ide của tờ The Times đã nói "Câu chuyện cởi mở và hỗn độn đã được mô tả thông qua sự hiếu động của một em bé" và đã đánh giá bô phim là 4/5 sao. Nhà phê bình phim Roger Ebert đã đánh giá bộ phim là 4/4 sao với lời nhận xét "Chỉ có một từ để mêu tả thế giới Ponyo đó là thế giới của sự kỳ diệu. Hình ảnh nên thơ của toàn bộ phim đã làm say mê cả người lớn và trẻ em. Điều tuyệt vời đó chưa hề được thử trước đó, nó thật kỳ diệu.".
Bộ phim đã được xếp hạng 2 trong danh sách "Những sản phẩm tuyệt nhất năm 2008 tại Nhật Bản" của Dentsu chỉ sau hệ máy Wii.

### Giải thưởng
Ponyo đã đăng ký tham dự và được đề cử vào cuộc cạnh tranh giành giải Sư tử vàng tại Liên hoan phim quốc tế Venice lần thứ 65. Nó đã nhận được một lời giới thiệu đặc biệt tại phần Liên hoan phim tương lai tại Venice là "Phim hoạt hình với giá trị nghệ thuật và chất lượng cao được tạo ra từ trí tưởng tương tuyệt vời của bậc thầy về phim ảnh trên thế giới".
Vào năm 2009 đã đạt 5 giải tại sự kiện Tokyo Anime Awards lần thứ tám tổ chức hằng năm. Các giải thưởng bao gồm "Anime của năm", "Phim trong nước hay nhất". Miyazaki nhận được giải cho đạo diễn xuất sắc nhất và kịch bản hay nhất, Yoshida Noboru nhận được giải cho đạo diễn hình ảnh xuất sắc nhất.
Bộ phim cũng đã đạt được giải phim hoạt hình hay nhất năm và thành tựu nổi bật trong âm nhạc tại Giải thưởng Viện Hàn lâm Nhật Bản lần thứ 32.